# Apple Arcade
Apple Arcade is een abonnementendienst van Apple Inc. voor computerspellen, beschikbaar op iOS, iPadOS, tvOS, en macOS apparaten. De dienst werd aangekondigd in maart 2019, en is gelanceerd op 19 september 2019.

## Mogelijkheden
Mogelijkheden van Apple Arcade zijn:
- Gebruikers kunnen de spelvoortgang opslaan van elk spel, en deze voortzetten op een ander Apple-apparaat dat is gekoppeld aan hetzelfde iCloudaccount.
- Het bevat geen advertenties, in-app aankopen, digitaal rechtenbeheer en het volgen van gebruikers.
- Maximaal zes familieleden kunnen gebruik maken van de dienst door middel van de functie Delen met gezin.
- Verschillende gamepads worden ondersteund, zoals de DualShock 4 en Xbox One-controllers.